# شوگو فوجیماکی
شوگو فوجیماکی (انگلیسی: Shogo Fujimaki؛ زادهٔ ۱۳ ژوئن ۱۹۸۹) بازیکن فوتبال اهل ژاپن است.